# Cosmopepla lintneriana
Cosmopepla lintneriana är en insektsart som först beskrevs av George Willis Kirkaldy 1909.  Cosmopepla lintneriana ingår i släktet Cosmopepla och familjen bärfisar. Inga underarter finns listade i Catalogue of Life.